# Ковалівська сільська рада (Васильківський район)
| Ковалівська сільська рада — орган місцевого самоврядування у Васильківському районі Київської області з адміністративним центром у с. Ковалівка. 23 грудня 2018 року відбулися перші вибори у Ковалівській об'єднаній територіальній громаді, до складу якої увійшли Вінницько-Ставської, Мар'янівської, Пологівської, Пшеничненської та Устимівської сільських рад Васильківського району та Кищинської, Паляничинської і Червоненської сільських рад Фастівського району у Ковалівську сільську раду Водоймища на території, підпорядкованій даній раді: Кам'янка. Сільській раді підпорядковані населені пункти: - с. Ковалівка, - с. Вінницькі Стави, - с. Мар’янівка, - с. Пологи, - с. Пшеничне, - с. Устимівка Фастівського району - с. Кищинці, - с. Паляничинці - с. Червоне. |

## Склад ради
Рада складається з 16 депутатів та голови.

### Керівний склад ради
| ПІБ                        | Основні відомості                                                         | Дата обрання | Дата звільнення |
| -------------------------- | ------------------------------------------------------------------------- | ------------ | --------------- |
| Власенко Петро Каленикович | Сільський голова, 1953 року народження, освіта                            | 26.03.2006   | 31.10.2010      |
| Юрович Наталія Миколаївна  | Сільський голова, 1982 року народження, освіта вища, член Партії регіонів | 31.10.2010   |                 |

Примітка: таблиця складена за даними джерела